# Air Opium
Air Opium war die Sammelbezeichnung für mehrere meist von korsischen Gangstern in Französisch-Indochina betriebenen Charterfluggesellschaften, nachdem sich die französische Luftwaffe nach 1954 zurückgezogen hatte. Gemeinhin sind folgende Unternehmen gemeint:
- Air Laos Commerciale (bis etwa 1965)

Die Konkurrenten der Air Laos Commerciale erlitten ab 1959 sämtlich dubiose „Unfälle“ oder ihre Chefs wurden verhaftet:
- „Babal Air Force“ betrieben von einem ehemaligen französischen Luftwaffenoffizier: René „Babal“ Enjabal
- Gérard Labenski, betrieb die Cessna 195 von Phong Savan (nördl. Laos) aus; 1960 in Vietnam zu vier Jahren Haft verurteilt.[2]
- der Flugbetrieb Roger Zoiles hatte enge Verbindungen zu Paul Louis Levet, der ab 1954 für die korsische Mafia den Transport von Morphinbase nach Europa (über Bangkok und Saigon) organisierte. Levet wurde am 18. Juli 1963 in Bangkok verhaftet, mangels Beweisen freigesprochen und floh nach Europa. Zoile wurde Anfang der 1970er Jahre Präsident von Laos Air Charter (?1969–75)[3]

Nach dem politischen Umbruch in Laos 1965 ging das Geschäft bis zur Machtübernahme der Pathet Lao 1975 u. a. an die Air America, Xieng Khouang Air Transport (1967–1972) des Generals Vang Pao und Laos Air Charter über.